# چاکا آپاچیتا
چاکا آپاچیتا (به اسپانیایی: Chaka Apachita) یک کوه در پرو است که در منطقه موکگوا واقع شده‌است. چاکا آپاچیتا ۵٬۱۳۶ متر بالاتر از سطح دریا واقع شده‌است.